# Gregory Winter
Pour les articles homonymes, voir Winter.
Gregory Paul Winter, né le 14 avril 1951 à Leicester, est un biochimiste britannique, pionnier dans l'étude des anticorps monoclonaux. Il est lauréat du prix Nobel de chimie en 2018,.

## Biographie
Ses recherches sont axées sur deux découvertes principales.

### Humanisation des anticorps Monoclonaux
Il a essayé de développer l'idée que tous les anticorps ont la même structure de base, mais que leurs variations les rendent efficaces contre un agent pathogène particulier.
Les anticorps monoclonaux, produits en phase expérimentale avaient peu d'applications médicales car ils étaient désactivés par le système immunitaire.
Winter est parvenu à contrer en partie ce phénomène, par le procédé d'humanisation des anticorps (1986)  (comprenant moins de 10% de protéines d'origine murine), ouvrant la voie à leur utilisation médicale. Ce procédé a servi en particulier dans l'élaboration de l'Alemtuzumab, un anticorps monoclonal utilisé pour le traitement des  leucémies lymphoïde chroniques ou du Pembrolizumab (traitement anticancéreux).

### Phage Display
Ultérieurement il a mis au point, en collaboration avec John McCafferty (en), l'humanisation complète des anticorps à partir de la technique des Phage display, dont il a appliqué la découverte initiale de George Smith (chimiste) pour la recherche d'anticorps  (scFv antibody fragment phage display). Ceci lui a valu en 2018 le prix Nobel de Chimie, avec George Smith  et Frances Arnold,  (le travail de cette dernière portait toutefois sur les enzymes).
Il a cofondé en 1989 Cambridge Antibody Technology (en) ,, puis Bicycle Therapeutics,. C'est dans ce cadre, qu'a été mis au point l'HUMIRA (adalimumab), médicament qui neutralise la protéine, TNF-alpha, impliquée dans le déclenchement de l’inflammation de nombreuses maladies auto-immunes.

## Distinctions

### Prix
- 1986 : médaille Colworth[13]
- 1990 : prix Emil von Behring
- 2012 : prix Princesse des Asturies dans le domaine de la recherche scientifique et technique
- 2018 : prix Nobel de chimie

### Décorations
- Ordre de l'Empire britannique à titre civil Commandeur (CBE) en 1997.